# The Plastic Man Comedy/Adventure Show
The Plastic Man Comedy/Adventure Show est une série d'animation produite par Ruby-Spears Productions de 1979 à 1981. Il était diffusé après Super Friends sur la chaîne ABC. Le personnage principal de la série était Plastic Man. Chaque épisode comprenait plusieurs parties : Plastic Man, Baby Plas, Plastic Family, Mighty Man and Yukk, Fangface and Fangpuss et Rickety Rocket. Lors de la seconde saison diffusée en 1980-81, elle est réduite et passe de 120 à 90 minutes. À part Plastic Man and Baby Puss tous les autres personnages disparaissent et sont remplacés par Heathcliff and Dingbat et Thundarr the Barbarian.

## Résumé
Les origines de Plastic Man ne sont jamais clairement expliquées mais il apparaît qu'il était un petit malfrat qui laissé mort par la pègre et ayant gagné ses pouvoirs d'élasticité décide de combattre le crime. Aidé de sa petite amie Penny et d'un assistant polynésien nommé Hula-Hula il voyage dans le monde entier pour sauver le monde sur les indications de the Chief. Dans les premiers épisodes, Penny est amoureuse de Plastic Man qui lui préfère the Chief une femme aux cheveux noirs. Dans la seconde saison, Plastic Man finalement se marie avec Penny et tous deux ont un enfant qui a hérité des pouvoirs de son père

## Distribution
- Joe Baker – Hula-Hula, Professor Friday
- Michael Bell – Plastic Man, Dr. Astro, Marak, Junior Macintosh, Half-Ape (2nd Time), Gearshift Swift, Krime Klown, Nefario
- Susan Blu – Kim, Sally Jones
- Melendy Britt – Chief, Penny